# يوتا ماتسومورا
يوتا ماتسومورا (باليابانية: 松村 雄太) هو لاعب كرلنغ ياباني، ولد في 29 سبتمبر 1989 في كارويزاوا في اليابان.

## وصلات خارجية
- يوتا ماتسومورا على موقع الاتحاد الدولي للكرلنغ (الإنجليزية)